# Кластеризация Германии
Кластеризация Германии (англ. clusterization)- процесс образования и распространения на территории Федеративной республики Германия кластеров, представляющих собой тесную сеть взаимодействующих фирм, возникающих в регионе вследствие мощных внешних факторов и внутренних течений внутри кластера.
В кластерах концентрируются все предприятия, которые необходимы для производства: исследовательские центры, предприятия, специалисты для реализации и сбыта продукции, сервиса и поддержки, образующие сеть. Эта цепочка поддерживается специальными поставщиками услуг (предприятия), квалифицированными молодыми специалистами из научных центров и центров повышения квалификации, политическими (государственными) рамками и условиями, инвестициями из финансовых учреждений.
Кластеризация Германии происходит путем объединения усилий различных акторов внутри регионов и между ними.

## История явления
Если самые древние упоминания о таких формах экономического взаимодействия относятся еще ко времени до нашей эры в Анатолии, то история развития кластеров на территории Германии насчитывает не так много десятилетий. Ближе к современности активнее всего в такие отношения вступали предприятия в Англии и Соединенных Штатах.
На германской земле сердцем промышленного прогресса была Рурская область. На первых стадиях происходил процесс формирования регионального промышленного кластера, превратившегося со временем вследствие необходимости улучшения экологической ситуации в старом промышленном регионе в современный кластер экологических технологий .
С середины 1990-х годов в ФРГ проводились такие программы, как BioRegio, Unternehmen Region, ZIM-NEMO, а с 2007 г. — Kompetenznetze Deutschland, с помощью которых Федерация на конкурсной основе отбирала наиболее эффективные кластеры и оказывала им финансовую поддержку. Наиболее успешными проектами в этом смысле можно назвать кластеры Spitzencluster-Wettbewerb и go-cluster.

## Особенности кластеров в Германии
В ФРГ отсутствует официально закрепленное в законодательстве понятие «кластер», как нет и точной цифры — количества, поскольку, как правило, такие объединения не регистрируются. Они могут быть расположены и в непосредственной близости, и на большом расстоянии друг от друга, как, например, в Баварии.
Кластеры могут образовываться «снизу», по инициативе местных предприятий или других игроков регионального уровня, стремящихся путем объединения достичь снижения транзакционных издержек. Процесс кластеризации может происходить и «сверху». В этом случае сети организуются централизованно, внешней инициативой. Это означает, что государство поощряет, поддерживает и развивает такие стремления.
Процесс кластеризации в Германии характеризуется в большинстве случаев самопроизвольностью, если следовать смыслу, который вкладывал в него профессор Гарвардской школы бизнеса М. Портер, он «естественен, поскольку отвечает на сигналы рынка и развивается по мере появления новых фирм, поставщиков и инвестиций в инфраструктуру» . В кластерах концентрируются все предприятия, которые необходимы для производства: исследовательские центры, предприятия, специалисты для реализации и сбыта продукции, сервиса и поддержки, образующие сеть. Эта цепочка поддерживается специальными поставщиками услуг (предприятия), квалифицированными молодыми специалистами из научных центров и центров повышения квалификации, политическими (государственными) рамками и условиями, инвестициями из финансовых учреждений.
Так, вокруг городов Дармштадт, Кайзерлаутерн, Карлсруэ, Саарбрюкен и Вальдорф, которые предоставляют программное обеспечение для менеджмента предприятий по всему миру, появился The Software-Cluster .
Севернее, вокруг городов Ахен, Бонн, Дюссельдорф, расположился другой пример кластеризации — объединение в форме ассоциации — ChemCologne (ХемКёльн).
В Баден-Вюртемберге активно развивалась конкуренция среди объединений, стремящихся быть признанными «кластерами».
Важным аспектом баварской промышленной политики является соединение региональной и инновационной политики, известное, как «создание кластеров, осуществляемое в рамках программы „Альянс Инновационная Бавария“ (ABI) по направлениям: Cluster-Offensive (кластерное наступление) и региональный менеджмент (StMWIVT).

## Последствия и влияние
Кластеризация сыграла значимую роль в развитии экономики Германии. Во многом этому способствовали поддержанные затем на федеральном уровне изначальные инициативы отдельных городов, коммун, земель.
В целом развитие кластеров по стране шло активными темпами с конца XX столетия, происходило инновационное и технологическое обновление. Многие кластеры сумели выйти за рамки своего региона и наладить контакты с международными игроками. К примеру, в рамках своей Стратегии интернационализации „The Software-Cluster“ реализует для развития Индустрии 4.0 инновационные проекты с партнерами из Кремниевой долиной в США, Сингапура и Бразилии .
Кластеризация Германии происходит, таким образом, путем объединения усилий различных акторов внутри регионов и между ними. Взаимодействие осуществляется и на наднациональном уровне: „Bio Valley Basel — совместная программа Швейцарии, Германии и Франции по развитию трансграничного биотехнологического кластера, осуществляемая в рамках TACTICS (Transnational Alliance of Clusters Towards Improved Cooperation Support) — Транснациональный кластерный альянс, объединяющий семь ведущих европейских кластерных агентств в целях поддержки усиления кооперации“ . А также способствует выходу их на международный уровень.
Благодаря кластеризации, Германия укрепила свои позиции во многих областях экономики, что способствует подтверждению имиджа страны как признанного „лидера объединенной Европы“ . В сущности, это формирует позитивное восприятие ФРГ на мировой арене и Европейского Союза, создавая благодатную почву для сотрудничества с партнерами по всему миру.
Отдельно стоит отметить связь с информацией, передаваемой посредством такой политики, стремление ответственных за инновационные процессы органов к высокой степени информирования предприятий и всего общества о развитии инноваций в кластерах. К таким мероприятиям относятся организация международных конференций и выставок с участием немецких кластеров, ежемесячный отчет о наиболее успешных кластерах и создании ими новейших разработок» .
Более того, сильные экономические позиции влияют на место Германии в мировой политике. Согласно прогнозам экспертов, «к 2035 г. возрастающая часть финансовых ресурсов будет включена в потоки, протекающие и концентрирующиеся в таких региональных кластерах, как ЕС, АСЕАН, МЕРКОСУР и др. Возрастет значение зон свободной торговли, общих рынков и валютных союзов. Эти институты послужат механизмами финансовой интеграции внутри региональных кластеров, а также финансовыми „мостиками“ между ними» .

## Критика
Критика в отношении кластерного развития ФРГ во многом относится к методам проведения кластерной политики, которая должна учитывать значимые различия в потенциале объединений даже в одной технологической сфере, необходимо учитывать специфику каждой из земель, исторические аспекты, осознавать, что конкретно нужно целевой аудитории, осуществлять мониторинг .
Согласно показателям качества Европейского секретариата кластерного анализа (ECEI), критика относится и к способу организации кластеров в Германии, их управлению, обучению и развитию команды менеджеров кластера, стабильности их состава, достаточного количества квалифицированных кадров, географической концентрации участников кластера, наличия документально зафиксированной четкой стратегии.
По мнению некоторых экспертов, важным аспектом для развития кластеров является представленность и узнаваемость в СМИ. Немецкие кластеры, по этому параметру значительно уступают многим европейским, что является недостатком, поскольку «успешный региональный маркетинг и брендинг — сильнейшие конкурентные преимущества». Помимо этого, предполагается, что немецким кластерным организациям следует больше внимания уделять своим успехам, придавать им гласность для того, чтобы сделать их привлекательными для иностранных партнеров, вместо того, чтобы вдаваться в «ненужные обсуждения о влиянии и ценности кластерного подхода и соответствующих общественных инвестиций» .

## Употребление понятия
В литературе используется термин «кластеризация» как отдельно, в разных сферах научного исследования, таких как «статистика, распознавание образов, оптимизация, машинное обучение, финансовая математика, автоматическая классификация, выработка стратегий управления… Кластеризация — это разбиение множества данных на кластеры» . Другой пример техники кластеризации, используемый в работе с информационными источниками, получивший название «кластерного анализа — всякий раз, когда необходимо классифицировать „горы“ информации к пригодным для дальнейшей обработки группам, кластерный анализ оказывается весьма полезным и эффективным».
Продвигаясь ближе к терминологическому смыслу задуманного в данной статье термина, мы можем обнаружить его применение в сфере экономики: «Как показывает анализ мирового опыта, современные экономики развиваются на основе формирования инновационных кластеров. К настоящему времени кластеризацией охвачено около 50 % экономик развитых стран мира по оценке ведущих экспертов».
Применительно к ФРГ для обозначения непосредственно процесса образования кластеров и развития кластерной политики можно встретить в литературе следующее: «Германия является одним из лидеров в сфере кластеризации…кластеризация Германии в условиях формирования платформы „Индустрия 4.0“».
Еще один случай, освещающий проблему в этом смысле: «наибольшим потенциалом кластеризации обладают Гессен и Тюрингия, но на территории этих земель нет химических кластерных инициатив (региональных кластеров), хотя химические парки представлены довольно широко и вносят ощутимый вклад в общегерманское производство химической продукции» .
Таким образом, частотность применения термина «кластеризация» позволяет констатировать его распространенность в различных информационных источниках, хотя суть самой проблемы, затрагивающей именно процесс кластеризации Германии недостаточно представлена в исследованиях, посвященных данному государству.